# Senecio kawakamii
Senecio kawakamii là một loài thực vật có hoa trong họ Cúc. Loài này được Makino miêu tả khoa học đầu tiên năm 1912.